# Izquierda conservadora en Perú

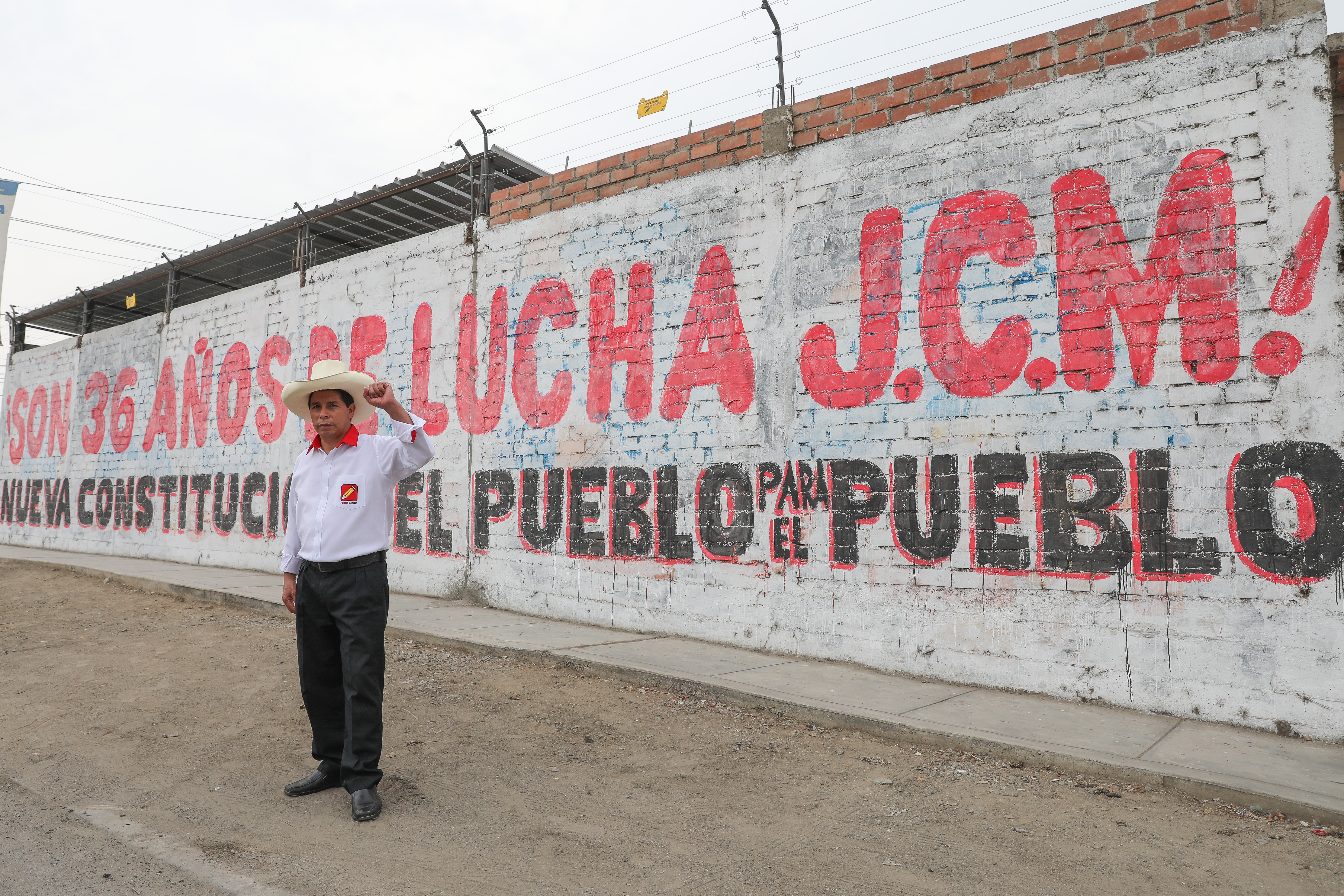
El entonces candidato por Perú Libre, Pedro Castillo en la campaña para las elecciones presidenciales de 2021, las cuales ganaría. En la parte trasera de Castillo se ve un escrito a favor del cambio de constitución, el entonces presidente y su partido de gobierno compartían esa visión con las demás izquierdas peruanas, pero no así con respecto a temas como las minorías sexuales, o el enfoque de género.

Los términos «izquierda conservadora», «izquierda popular», «izquierda provinciana» y despectivamente «izquierda chola» se han utilizado para designar a las agrupaciones políticas de izquierda en Perú cuyo ideario es socialmente conservador y se aleja de posiciones más progresistas en este sentido, dando prioridad a los aspectos económicos.
Estos términos están vinculados con la zona andina del país y se utilizan para diferenciar de la otra parte de la izquierda, que en general defiende las libertades civiles, con la que suelen estar en rivalidad desde la década de 2010, como es el caso entre Vladimir Cerrón y Verónika Mendoza.

## Antecedentes
El conservadurismo de la izquierda peruana se remonta al siglo XX, cuando el país estaba sumido en un reformismo civil moderado y este adoptó algunas ideas de la Nueva Izquierda. Durante el régimen de Juan Velasco Alvarado (1968-1975), las Fuerzas Armadas llevaron a cabo reformas que no gustaron a todos y que tenían tintes autoritarios. Eric Hobsbawm lo describió como una revolución peculiar. David Scott Palmer lo describió como un experimento reformista de corte conservador y burocrático. Abraham F. Lowenthal dijo que también tenía una «ambigüedad» porque su retórica revolucionaria era contradictoria con su práctica política, que era menos radical o, peor aún, incongruente con esa retórica.
Hacia inicios de la década de 1980, cuando falleció Víctor Raúl Haya de la Torre, el legado del veterano Partido Aprista Peruano estuvo disputado por dos facciones, una de las cuales estaba liderada por Andrés Townsend. Se planeó una solución pacífica en la que los representantes de las dos posturas participarían en la coalición Izquierda Unida de cara a las elecciones de 1980. Sin embargo, la solución fracasó y Townsend abandonó el APRA para formar el Movimiento de Bases Hayistas, que se integró en la coalición Convergencia Democrática para las elecciones de 1985, de las cuales resultó elegido diputado.
En la década de 1990, parte de la izquierda política respaldó al gobierno de Alberto Fujimori, en medio de la crisis de los partidos políticos de la época. Posteriormente, algunos países de América Latina entraron en un periodo de «década perdida», entre 1998 y 2002, debido al estancamiento económico de los gobiernos que implementaban políticas neoliberales, incluida la peruana. El politólogo Daniel Zovatto señaló que el fenómeno terminó con el vuelco a la izquierda y al centroizquierda en varios países.
La familia Humala se incorporó a la política peruana a través de corrientes nacionalistas andinas. Así surgieron los partidos Etnocacerista y Nacionalista Peruano, en los que se incorporó la familia Humala. Avanza País, creado por Pedro Cenas Casamayor, incluyó a Ulises Humala como su líder.
Mirko Lauer consideró en 2006 que las reclamaciones de la población a las promesas de Alejandro Toledo, cuando se encontraba en el último año de su gobierno, habrían motivado el surgimiento de nuevos movimientos de origen andino.

## Usos del término

### La familia Humala como representante
La adopción del concepto de izquierda conservadora se produjo a mediados de la década de 2010. Previamente, el diario español El Mundo señalaba en 2010 que existía una nueva izquierda peruana y que los movimientos regionales ganaban las preferencias del público en las elecciones regionales y municipales de ese año, en las que Solidaridad Nacional y Fuerza Popular optaron por no participar.
Ollanta Humala asumió la presidencia de la República en 2011, donde promovía la inversión en algunos programas sociales, educación, salud y defensa; aunque no llegaba a tener posturas significativamente progresistas en comparación con otros países durante la ola bolivariana.  La revista The Economist lo describía como un «hombre de izquierda, pero que había gobernado como un conservador» por traicionar sus principios ideológicos después de presentarse a las elecciones de 2011. Javier Diez Canseco señalaba que se había apartado del apoyo de sectores populares y de figuras políticas como Alejandro Toledo. La líder del fujimorismo Keiko Fujimori apoyó los cambios en el gabinete de Ollanta Humala debido a las manifestaciones en su contra y afirmó que ella «apostaba por la gobernabilidad». Durante su gobierno apareció Gregorio Santos, quien fue gobernador regional de Cajamarca entre 2011 y 2014, y también fue calificado de «izquierda conservadora».
Ollanta Humala fue una figura importante del movimiento conservador del siglo XXI mucho antes de la crisis surgida desde 2016, según el politólogo Rodrigo Gil Piedra, quien lo describió como una etapa de «politización embrionaria». Su familia estuvo conectada con el etnocacerismo, corriente ideológica que el portal Página/12 describía en 2006 como «una combinación de homofobia, xenofobia, antisemitismo y militarismo».
El líder etnocacerista Antauro Humala ha sido calificado como un personaje que usa «un discurso radical de izquierda conservadora, con rasgos fascistoides y promesas de mano dura, militarista y un discurso refundacional con un radicalismo extremo», según el analista peruano Carlos Meléndez. Ulises Humala diferenció entre ambas figuras políticas de su familia: Antauro se acercaba a las ideas nacionalistas radicales de Isaac Humala, mientras que Ollanta optó por formar su propio partido, el Partido Nacionalista Peruano, ya que consideraba que los electores no deseaban «opciones radicales».
El partido Unión por el Perú, que tuvo representación congresal durante el periodo 2020-2021, y liderado por Antauro Humala, fue considerado de «izquierda conservadora». Durante las elecciones para dicho periodo complementario, se anunció una alianza entre el partido Nuevo Perú, de Verónika Mendoza, y Perú Libre, de Vladimir Cerrón. Dicho anuncio provocó que los integrantes de la comunidad LGBT y las feministas de Nuevo Perú renunciaran a dicha agrupación, ya que, según afirmaron, «la dirigencia ha decidido ir en alianza con uno de los partidos más conservadores, Perú Libre, que desprecia nuestras vidas y una de las herramientas que puede ayudarnos a vivir con dignidad que es el enfoque de género». Esto se produjo después de que, en 2016, Cerrón, candidato presidencial por ese partido, declarara que «como partido de izquierda, respetamos la vida privada de cada uno de ellos [la comunidad LGBT]. Lo que no podemos tolerar es que se adopte a personas que no eligen ese patrón cultural, que no es el habitual en Perú». En 2019, cuando era gobernador regional de Junín, había anunciado la implementación de un currículum educativo para dicha región sin enfoque de género y había comentado en sus redes sociales: «Nuestro pueblo, lleno de valores familiares, jamás podrá aceptarlo». Esto provocó que Nuevo Perú rompiera su alianza con Perú Libre y estableciera lazos con Juntos por el Perú, liderado por Yehude Simon.

### Pedro Castillo y Vladimír Cerrón como nuevos representantes
Desde 2021, Pedro Castillo se había convertido en una figura relevante de la izquierda provinciana que contaba con el respaldo de sus electores de los Andes peruanos. Durante las elecciones presidenciales del año 2021, el entonces candidato de Perú Libre se identificó como un «maestro profamilia» y afirmó que ambas cosas van de la mano. Fue calificado como un candidato de izquierda con tendencias conservadoras, con propuestas calificadas de populistas por parte de Ojo Público y El Español. Para el historiador Daniel Parodi, de la Universidad Antonio Ruiz de Montoya, el presidente adoptaba una cosmovisión andina bastante conservadora y misógina. Vladimír Cerrón no se presentó a las elecciones presidenciales debido a problemas judiciales.
En medio de la segunda vuelta, las fuerzas de Perú Libre, también calificada como de «izquierda conservadora», lograron un acercamiento con la «izquierda progresista» (calificadas por Cerrón como «caviares») para hacer frente a la candidatura derechista de Keiko Fujimori. Tras el triunfo de Castillo, Vladimír Cerrón tenía claro que «el país se apresta a ser conducido por la izquierda, y no por cualquier izquierda, sino por la izquierda popular, chola, rebelde, plebeya». El economista especializado en desarrollo sostenible Hugo Cabieses comentaba que la elección de Castillo fue «la venganza de los sectores conservadores de izquierda».
En los primeros años de gobierno, el gabinete de Pedro Castillo fue calificado como «un gobierno de izquierda conservadora, tradicional y "anacrónica"», debido a la presencia de personajes como Héctor Béjar o Ciro Gálvez en puestos ministeriales. Pronto la denominada «izquierda conservadora» entró en pugna con su contraparte, la «izquierda progresista» acusando a estos últimos de haber «capturado al presidente Pedro Castillo».
Para febrero de 2022, se oficializó la ruptura entre ambas izquierdas con la salida del sector progresista del gobierno y su paso a la oposición  luego del retiro de Pedro Francke y Anahí Durand de sus puestos ministeriales y el posterior nombramiento de Katy Ugarte como ministra de la mujer en el gabinete de Héctor Valer, siendo que Ugarte se había opuesto al enfoque de género durante la campaña electoral. Tanto el gabinete de Valer, como el subsecuente de Aníbal Torres, fueron calificados como conservadores.
Para junio del mismo año, Castillo renunció a Perú Libre y gobernó como independiente tras distanciarse de Cerrón. La congresista de Perú Libre, Kelly Portalatino, acusó a Pedro Castillo de tener asesores de derecha y centro que hacen «quedar mal la gobernabilidad». El periodista de La Encerrona, Jonathan Castro Cajahuanca, describió que con la traición hacia Castillo, Perú Libre hizo «más guerra sucia en Internet contra el discurso LGBT+» que el partido ultraconservador de derecha Renovación Popular. Perú Libre seguía organizando sesiones parlamentarias para promocionar a Cerrón de cara a las futuras elecciones presidenciales de 2026.
Luego del intento de autogolpe de Castillo de diciembre de 2022 y la convulsión social subsiguiente, los grupos identificados con las izquierdas conservadoras y populistas demandaron la restitución de Castillo, que fue vacado por el congreso de la República, como presidente y rechazaron que Castillo realizara un autogolpe de Estado. Estos se diferenciaban de los grupos progresistas, quienes aceptan que este realizó un autogolpe. Dina Boluarte, exvicepresidenta de Castillo, se apartó de la izquierda política de su candidatura y, en su gobierno, se alió con posturas conservadoras mayoritariamente de la derecha política. Como resultado, la derecha política eliminó toda referencia a lo provincial en sus círculos de poder. Castillo criticó los tratados «contra los derechos del país» como la Convemar, coincidiendo con gremios empresariales, y acusó a Dina Boluarte de provocar un «delito de traición» cuando ella firmó uno aparentemente similar, el Tratado de Alta Mar.
Tras la suspensión de las actividades de la USAID por parte del presidente de Estados Unidos, Donald Trump, Cerrón declaró  en 2025 a través de X que «en el Perú operan dos tipos de izquierda: la izquierda de USAID (en referencia a los progresistas) y la izquierda popular (en referencia a Perú Libre y movimientos de izquierda de similar tendencia)». Cerrón intentó relacionar a Verónika Mendoza y su partido como «altamente dependientes» de las ONG vinculadas a la USAID y alegó que «reciben asesoramiento, empleo y posiblemente financiamiento», aunque no hay pruebas que lo respalden. Waldemar Cerrón, hermano de Vladimir, por su parte, publicó un artículo titulado La ideología de la nueva izquierda popular, en el que proclamó a Perú Libre como representante de dicha ideología.

## Otras aplicaciones
La percepción del conservadurismo social en la izquierda política también se inclina hacia grupos radicales como Sendero Luminoso. El Pensamiento Gonzalo es una de las doctrinas con rasgos autoritarios que promovía Sendero Luminoso mientras llevaba a cabo una limpieza social contra la minoría sexual e ignoraba al feminismo. Además, el grupo radical afectó a la imagen del indigenismo en Perú y lo reemplazó por una clase campesina afín a los objetivos de la izquierda tradicional.
En el caso de la derecha conservadora, el fujimorismo también simpatiza con ideas basadas en la izquierda política: debido al rechazo del legado neoliberal de Alberto Fujimori, su hija Keiko prometió asistencialismo social en caso de ganar las elecciones.